# Рощупкина, Наталья Викторовна
Наталья Викторовна Рощупкина (род. 13 января 1978 года, Липецк) — российская легкоатлетка, специализирующаяся в пяти- и семиборье. Чемпионка Игр Доброй воли 2001 года. Участница Олимпийских игр 2000 года. Двукратная чемпионка России (2003, 2005). Мастер спорта России международного класса. Спортивный судья всероссийской категории (2015).

## Биография
Наталья Викторовна Рощупкина родилась 13 января 1978 года в Липецке.
С 1995 по 2009 год была членом сборной команды России по лёгкой атлетике. Чемпионка Европы среди молодёжи 1999 года. Трёхкратная обладательница Кубка Европы по легкоатлетическим многоборьям в общекомандном зачёте (1998, 2000, 2006). Обладательница Кубка Европы по легкоатлетическим многоборьям в личном зачёте 2000 года.
Окончила Липецкий государственный педагогический университет имени П. П. Семёнова-Тян-Шанского и Российскую академию народного хозяйства и государственной службы.
После окончания спортивной карьеры стала работать тренером в СШОР № 5 г. Липецка, в которой в юности сама занималась под руководством Л. А. Филатовой и Б. А. Клюжева.
Член общественной палаты Липецкой области, член президиума Липецкой областной федерации лёгкой атлетики. В 2016 году стала членом президиума Всероссийской федерации лёгкой атлетики.

## Основные результаты

### Международные
| Год  | Соревнования                    | Место проведения     | Место | Дисциплина | Результат |
| ---- | ------------------------------- | -------------------- | ----- | ---------- | --------- |
| 1996 | Чемпионат мира среди юниоров    | Сидней, Австралия    | 5     | семиборье  | 5448      |
| 1998 | Чемпионат Европы                | Будапешт, Венгрия    | 9     | семиборье  | 6122      |
| 1999 | Чемпионат мира в помещении      | Маэбаси, Япония      | 7     | пятиборье  | 4382      |
| 1999 | Чемпионат Европы среди молодёжи | Гётеборг, Швеция     | 1     | семиборье  | 6125      |
| 1999 | Чемпионат мира                  | Севилья, Испания     | 10    | семиборье  | 6175      |
| 2000 | Олимпийские игры                | Сидней, Австралия    | 6     | семиборье  | 6237      |
| 2001 | Чемпионат мира в помещении      | Лиссабон, Португалия | 4     | пятиборье  | 4664      |
| 2001 | Чемпионат мира                  | Эдмонтон, Канада     | 4     | семиборье  | 6294      |
| 2001 | Игры доброй воли                | Брисбен, Австралия   | 1     | семиборье  | 6373      |
| 2003 | Чемпионат мира                  | Париж, Франция       | 13    | семиборье  | 6034      |
| 2006 | Чемпионат Европы                | Гётеборг, Швеция     | 13    | семиборье  | 5995      |

### Национальные
| Год  | Соревнования                 | Место проведения | Место | Результат |
| ---- | ---------------------------- | ---------------- | ----- | --------- |
| 2000 | Чемпионат России             | Тула             | 2     | 6633      |
| 2003 | Чемпионат России             | Тула             | 1     | 6170      |
| 2004 | Чемпионат России в помещении | Москва           | 2     | 4447      |
| 2005 | Чемпионат России             | Тула             | 1     | 6003      |
| 2006 | Чемпионат России             | Тула             | 3     | 6083      |